# Пльзеньский филармонический оркестр
Пльзе́ньский филармони́ческий орке́стр (чеш. Orchestr Plzeňské filharmonie) — чешский симфонический оркестр, базирующийся в городе Пльзень. Основан в 1946 году как Оркестр Пльзеньского радио, с 1998 года носит нынешнее название.
Первый более или менее стабильный оркестровый коллектив действовал в Пльзене в конце XIX века, с 1919 года в городе действовал полупрофессиональный оркестр (в конце 1930-х гг. он даже назывался Пльзеньским филармоническим, как теперешний) — он давал до 8 концертов в год и находился под патронажем Пльзеньского образовательного кружка. В мае 1945 года, сразу после освобождения Чехии от фашистского оккупационного режима, этот оркестр собрался снова и исполнил симфоническую поэму Бедржиха Сметаны «Моя страна». Затем, однако, активность этого коллектива пошла на спад.
Нынешний оркестр был основан по инициативе учёного и музыканта-любителя Антонина Шпелды. Первый концерт, включавший произведения Антонина Дворжака и Витезслава Новака, состоялся 16 апреля 1946 года, первым дирижёром коллектива стал Габриэль Вагнер. На протяжении 1950-х гг. происходило постепенное расширение состава оркестрантов и репертуара, коллектив выступал в различных городах Западной и Южной Чехии, открыл свою образовательную программу. В качестве солистов с оркестром выступали известные чешские инструменталисты — Александр Вечтомов, Зузана Ружичкова, Франтишек Раух, Йозеф Паленичек и другие.
Наиболее заметной страницей в истории оркестра стали ранние 1960-е гг., когда под руководством Мартина Турновского коллектив вышел на высший профессиональный уровень. Достижением Турновского стало расширение репертуара как за счёт барочного и довенского репертуара, так и произведениями современных чешских композиторов. В этот период оркестр записал ряд произведений Джованни Паизиелло, Флориана Леопольда Гассмана, Пауля и Антона Враницких.
Весной 1968 года оркестр выехал на первые зарубежные гастроли в Германию и Италию. Рубеж 1960-70-х гг. ознаменовался рядом масштабных исполнений во взаимодействии с городской оперной труппой.
Пройдя через серию финансовых неурядиц и реорганизаций в середине 1990-х гг., в настоящее время оркестр является динамично развивающимся коллективом с солидной международной репутацией.

## Руководители оркестра
- Габриэль Вагнер (1946—1948)
- Йозеф Грнчирж (1949—1951)
- Антонин Деваты (1951—1963)
- Мартин Турновский (1964—1968)
- Богумир Лишка (1968—1981)
- Вит Мицка (1981—1989)
- Иржи Малат (1989—1992)
- Владимир Норец (1992—1993)
- Александр Аполин (1993—1996)
- Ян Халупецкий (1996—1998)
- Франтишек Прейслер (1998—1999)
- Гынек Фаркач (2000—2005)
- Кодзи Кавамото (2008—2014)
- Томаш Браунер (с 2014 г.)